# ミューカルがくと館
ミューカルがくと館（ミューカルがくと館）は、福島県郡山市にある多目的音楽ホールである。

## 概要
1980年に郡山市児童文化会館として建てられた。その後、2001年に郡山市ふれあい科学館が開設されたのに伴い、機能を同所に移転し、当建物は郡山市総合教育支援センターとなる。さらに総合教育支援センターがニコニコこども館に移転したので、空いた建物に改修および耐震補強を施し、2階建の多目的音楽ホールとして開館した。
東日本大震災発生後は、当建物（ミューカルがくと館に改修中）は避難場所や郡山市の災害対策本部として使用された。
正式名称は「郡山市音楽・文化交流館」であるが、愛称は公募の結果、「ミュージック」と「カルチャー」の造語である「ミューカル」、「楽都郡山」と「がくとくん」にちなんだ「がくと館」があり、両方を組み合わせて「ミューカルがくと館」と命名された。

## 施設
- 大ホール（200人収容）
- 中ホール
- 小ホール
- 練習室
- 多目的室
- 和室

## 交通アクセス
- 郡山駅前から福島交通のバスで麓山経由大槻行きまたは、休石行き「グランド南口」下車。もしくは、さくら循環虎丸回り「総合体育館前」下車。